# Udzungwa-Mountains-Nationalpark

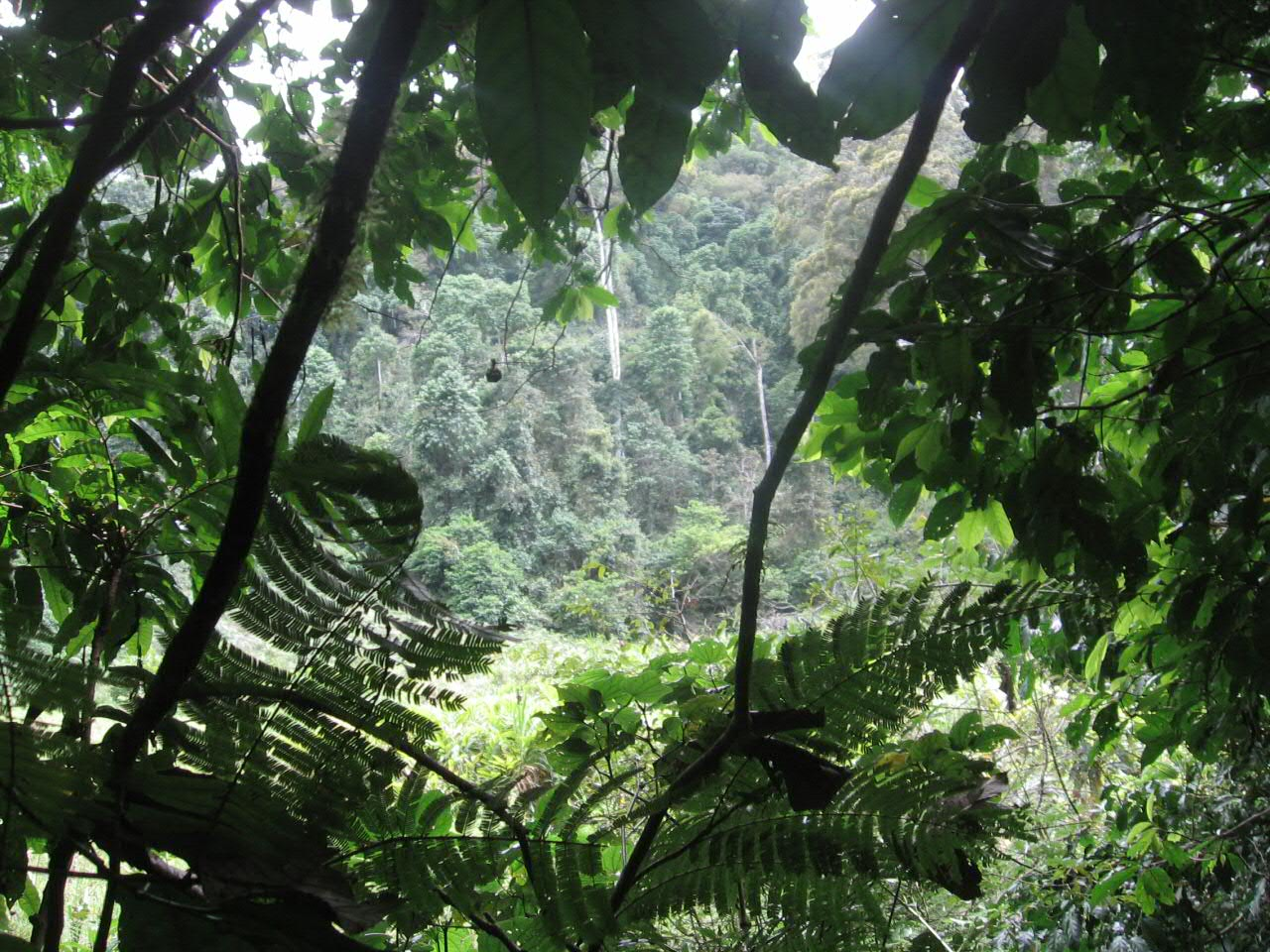
Regenwald in den Udzungwa Mountains

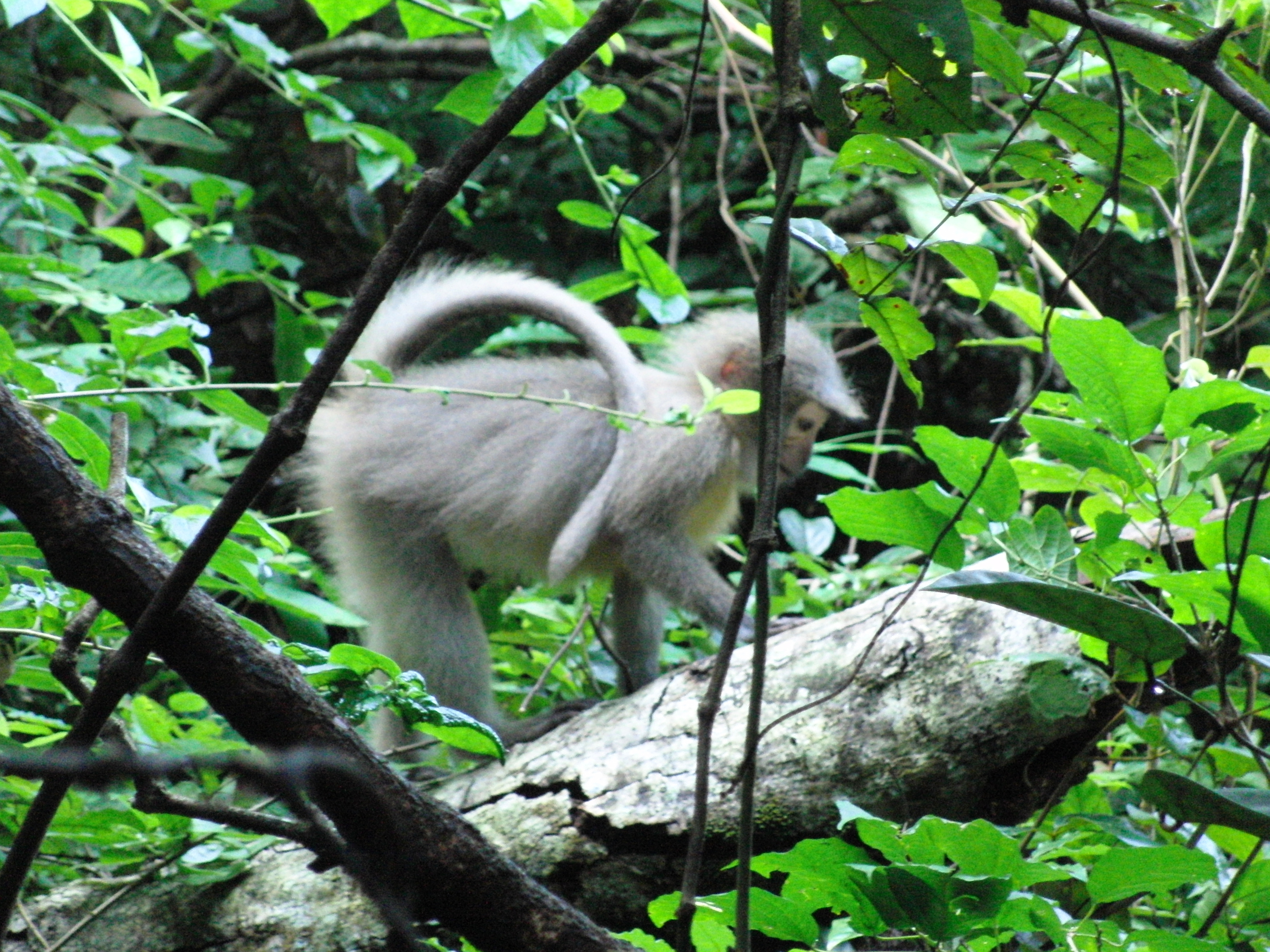
Eine der den Park zahlreich bewohnenden Mangaben

Der Udzungwa-Mountains-Nationalpark ist ein 1900 km² großes Naturschutzgebiet im Zentrum Tansanias südlich des Ruaha und westlich des Kilombero.
Die Udzungwa Mountains stellen das größte Bergmassiv in der Kette der geologisch sehr alten (circa 200 Millionen Jahre) Eastern Arc Mountains. Sie zählen zu den artenreichsten Regionen der Erde und beherbergen einen hohen Anteil endemischer Arten.

## Geschichte
Der Park wurde im Oktober 1992 von Prinz Bernhard der Niederlande eröffnet. Der Name bedeutet auf Deutsch „Land der Dzungwa“, einer Untergruppe der Hehe, die zeitweilig die westlichen Hänge der Udzungwa-Berge besiedelten, nachdem sie bei Auseinandersetzungen mit anderen Untergruppen um die Anführer Munyigumba und Mkwawa aus dem Gebiet um Iringa vertrieben worden waren.

## Ökosystem
Die sehr alten Massive der Eastern Arc Mountains tragen Reste von Regenwäldern, die vor etwa 30 Millionen Jahren entstanden sind. Sowohl das Bergmassiv als auch der Waldanteil der Udzungwa Mountains sind besonders groß. Die Udzungwa Mountains grenzen im Osten an das Wildreservat Selous, im Nordosten an den Mikumi-Nationalpark und bilden einen kleinen Teil des 740.000 km² großen Selous-Niassa-Ökosystems, welches sich bis in die Nachbarstaaten Sambia, Malawi und hauptsächlich Mosambik erstreckt.
Die östlichen Gebiete des Parks umfassen in Höhenlagen um 250 m im Tal des Kilombero teils tropischen Regenwald mit Bäumen bis 50 Meter Höhe, die zentralen und südlichen Gebiete des Parks in Höhenlagen bis 1000 m sind von Grasland, Miombo-Wald und wenigen Bergwäldern bedeckt. Im Westen befinden sich Steppen und Steppenwälder. Die mit 2576 m höchste Erhebung, der Luhombero, befindet sich im Südwesten des Parks.
Durch die langen Entwicklungszeiten, die Isolation (durch die umgebenden Steppen) und die Vielfalt der Habitate zählen die Udzungwa Mountains zu den Gebieten mit der weltweit höchsten Biodiversität. Über 25 % der Pflanzenspezies sind endemisch. Bei den Säugetieren sind der Udzungwa-Stummelaffe, die Sanje-Mangabe, der Udzungwa-Zwerggalago und das Graugesichtige Rüsselhündchen nur in den Udzungwa-Bergen heimisch.

## Tourismus
Der Park zählt zu den selten besuchten Zielen in Tansania. Da es im gesamten Parkgebiet keine befahrbaren Wege gibt, sind nur Safaris zu Fuß auf geführten Wanderungen auf Pfaden durch den Regenwald und zum Mwanihana, dem mit 2150 m zweithöchsten Berg im Park, möglich. Die Besucherzahl ging im Jahr 2016 erstmals stark zurück, sowohl was tansanische als auch ausländische Touristen betraf.
Am Rande des Parks, an der Piste von Morogoro nach Ifakara, der B127, befinden sich einige einfache Unterkünfte, von denen aus der Park besucht werden kann. Der einzige Zugang befindet sich bei dem Dorf Mang’ula, wo sich auch das Hauptquartier der Wildhüter und die Parkverwaltung befinden.